# 文銭堂本舗

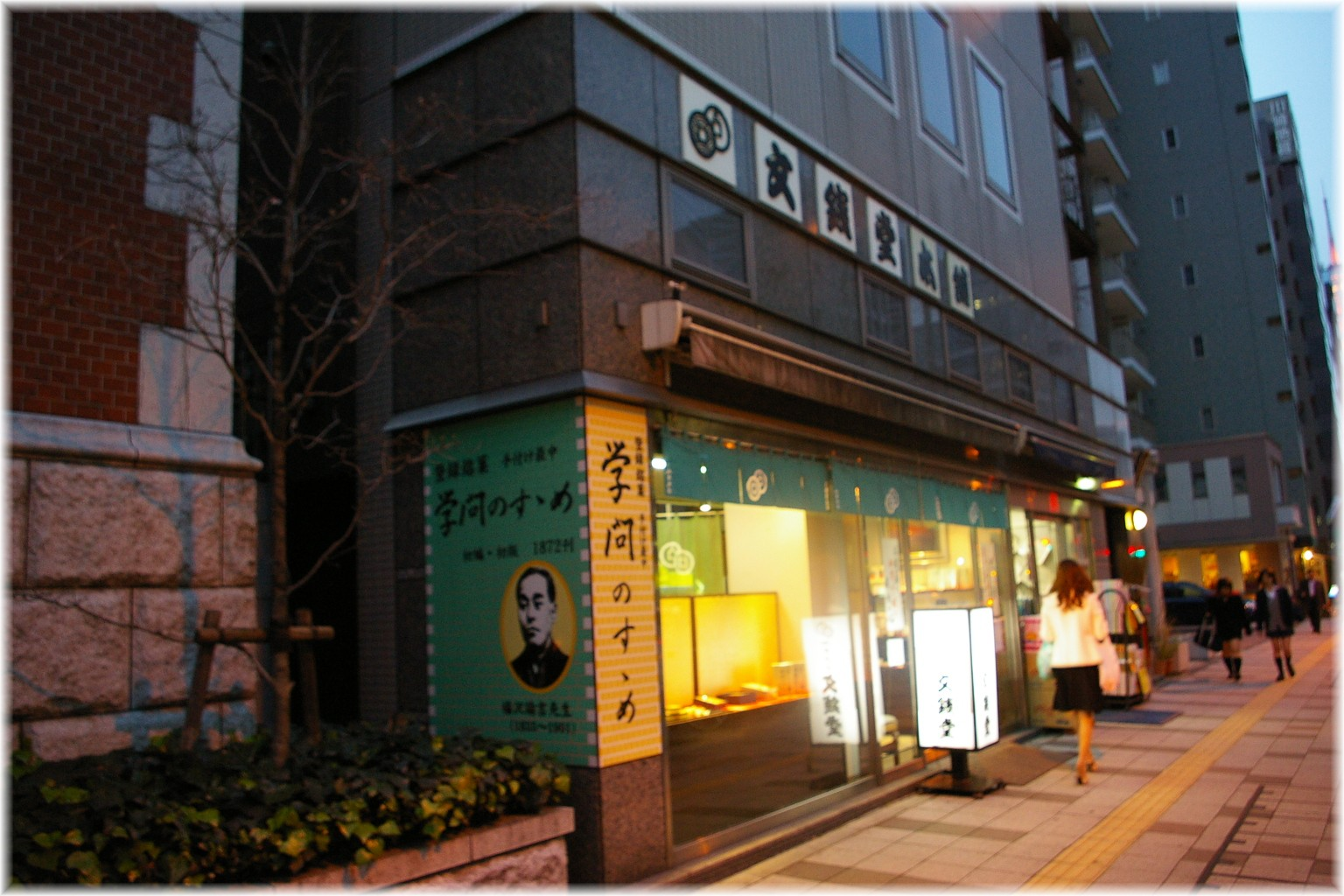
三田店 慶應義塾 傍

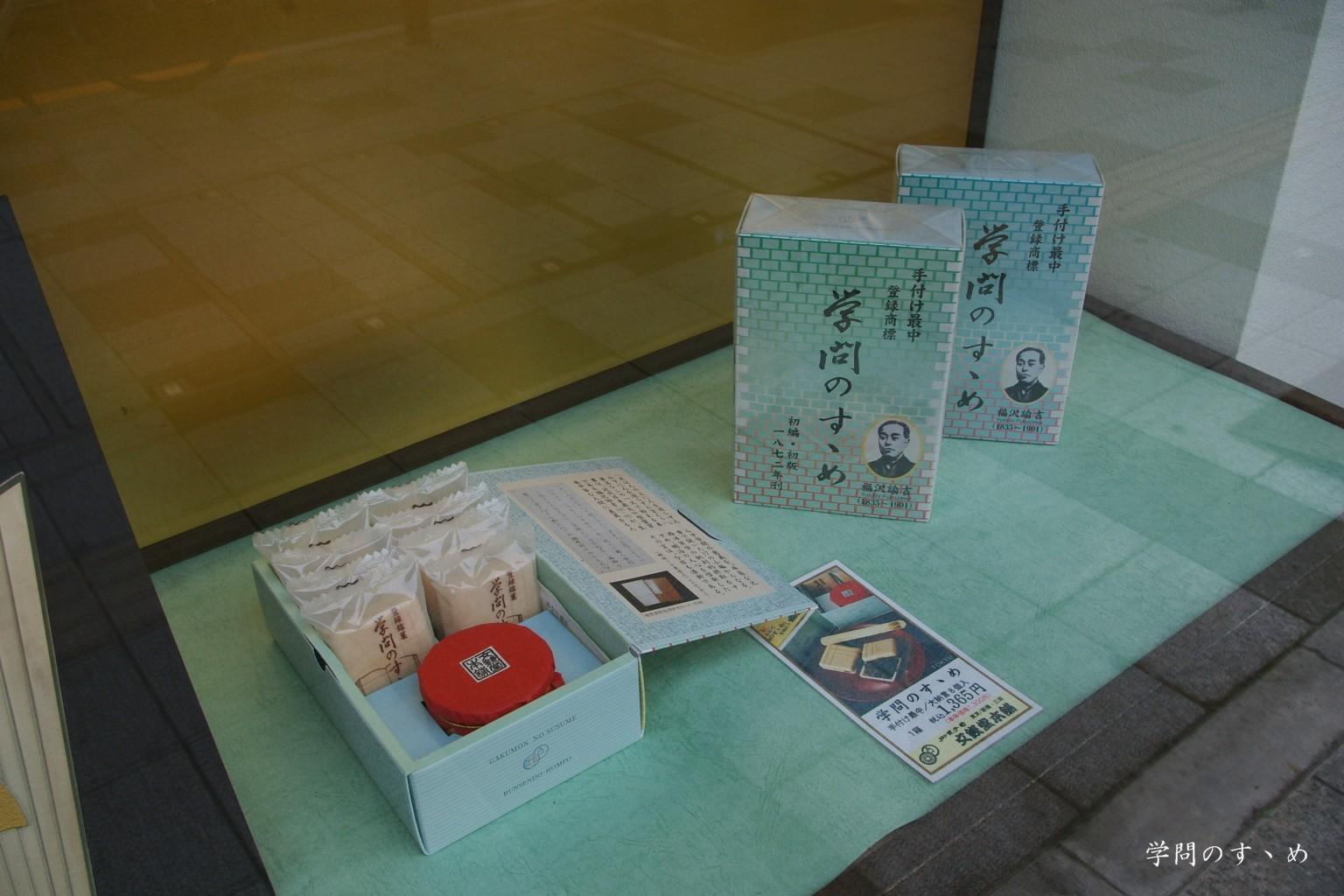
学問のすヽめ

株式会社文銭堂本舗（ぶんせんどう ほんぽ）とは、東京都港区新橋三丁目に存在する和菓子製造販売の会社である。
- 新橋店は、JR新橋駅烏森口側（駅西側）にある。日・祝日定休。
- 三田店は、三田二丁目、三田通りの慶應義塾の「幻の門」下「東館」傍に所在する。日・祝日定休。

「学問のすゝめ」という名の最中を販売しており、慶應義塾大学への受験者に縁起担ぎで購入されている。この他「文銭最中」や「汽笛一声」などをテーマとした菓子を販売している。
社名及び「文銭最中」の名称は、寛文年間に銅造の方広寺大仏（京の大仏）が鋳潰され、文銭（寛文年間に鋳造された寛永通宝で、背面に「文」の文字があることからそのように称される）の鋳造に用いられたとされるが、文銭は大仏の化身であるとして、珍重されたとする故事にちなむ（会社公式HPより）。
創立：1946年（昭和21年）2月5日
開店：1948年（昭和23年）11月15日

## 事業
- 和菓子の 製造・販売
- 店舗、新橋店・三田店の2店舗は自己保有。このほか、キヨスク・高島屋での取り扱いあり。
  - 新橋店　03-3591-4441、東京都港区新橋3-6-14、営業時間：8：45～19：30（平日）9：00～15：00（土曜）日・祝日定休
  - 三田店　03-3451-6604、東京都港区三田2-13-9　営業時間：9：00～18：30（平日）9：00～15：00（土曜）日・祝日定休
  - JR新横浜駅東海キヨスクにて、「学問のすゝめ」を販売。

グランドショップ（駅構内改札外）、西店（改札内）、東店（新幹線改札内）
  - 日本橋髙島屋　地下一階「全国銘菓百選」にて「学問のすゝめ」と「文銭最中」を販売。直通　03-3246-4538[2]
  - 日吉東急アベニュー（東急百貨店）　1階「諸国銘菓」コーナーにて「学問のすゝめ」を販売[2]

## マスコミ掲載

### 新聞・雑誌
- MONTHLY m　2003年4月号
- VOGUE　2003年4月号
- KURA　2003年3月号
- 慶應塾生新聞　2003年2月10日号
- 芝タウン情報局　2003年1月号
- 東京新聞　2003年1月15日夕刊
- The Shiba  2002年10月号
- 朝日新聞　2002年8月31日朝刊
- store journal  2002年9月号
- 道経塾  2002年6月号
- 新・山の手情報誌  APPLE　2002年5月号
- 朝日新聞　2002年3月6日朝刊
- Hanako　2002年3月20日号
- Lightning　2002年3月号
- 慶應塾生新聞　2002年2月10日
- 初ぴあ（年末年始限定ぴあ）2002年
- フロム・エー　2001年11月12日号
- 百味　2001年8月号
- 百味　2001年6月号
- 慶應塾生新聞　2001年2月10日
- 百味　1999年12月号
- 百味　1999年9月号
- 月刊誌Bell　1997年1月 - 12月迄
- Hanako　1997年11月5日特大号
- ぴあ　1996年9月10日号
- ヴァンテーヌ　1995年8月号
- dancyu　1995年6月号
- サライ　1995年6月15日号
- 美しい着物　1996年夏号
- 美しい着物　1995年夏号
- チッタ　1992年11月号
- ヴァンテーヌ　1992年10月号

### 書籍
- 『東京手みやげガイド』文庫版、2001年6月1日発行（廣済堂出版）ISBN 4-331-65325-0
- 『和菓子のこころ』　全3巻、2001年6月1日発行（研秀出版）第3巻 未来を考える
- 『東京手みやげガイド』　1999年、東京手みやげ研究会（廣済堂出版）もらって感激!贈って嬉しい!厳選手みやげベスト110、ISBN 4-331-50683-5
- 『東京のおいしい和菓子』コロナ・ブックス編集部編、1998年2月24日発行（平凡社）東京者なら知っておきたい、厳選41件、ISBN 4-582-63335-8
- 『和菓子彩彩』中野欣子、1996年12月6日発行（淡交社）日本の銘菓1300選と伝統工芸の器、ISBN 4-473-01506-8
- 『東京おやつの本』1995年10月15日発行（JTB日本交通公社出版事務局）東京のおいしい洋菓子＆和菓子280品230件、ISBN 4-533-02333-9

### テレビ番組
- ベストタイム（TBS） 季節の上生菓子 2002年5月20日放送
- 王様のブランチ（TBS） 「学問のすゝめ」 2002年3月2日放送
- やじうまワイド（テレビ朝日） 「雛菓子」 2002年2月28日放送

ほか